# رولف-گوران بنتگسون
رولف-گوران بنتگسون (انگلیسی: Rolf-Göran Bengtsson؛ زادهٔ ۲ ژوئن ۱۹۶۲) سوارکار پرش اهل سوئد است.